# Dulus
Dulus is een monotypisch geslacht van zangvogels uit de familie palmtapuiten (Dulidae). De enige soort is:
- Dulus dominicus – Palmtapuit